# Lista de discussão
Lista de discussão, também denominado grupo de discussão é uma ferramenta gerenciável pela Internet que permite a um grupo de pessoas a troca de mensagens via e-mail entre todos os membros do grupo.
O processo de uso consiste no cadastramento da lista, por exemplo no Yahoo, um dos sítios que oferecem o serviço gratuitamente, e após, no cadastramento de membros. Uma mensagem escrita por membro e enviada para a lista, replica automaticamente na caixa postal de cada um dos cadastrados.